# Follow the Reaper
Follow the Reaper — третий студийный альбом группы Children of Bodom. Выпущен в 2000 году.
Follow the Reaper, как и предыдущий альбом группы Hatebreeder, был сыгран на гитарах с настройкой D G C F A D.
Песня «Kissing the Shadows» была написана Алекси Лайхо в день записи. Вступление к песне «Follow the Reaper» — это цитата из «Священного сонета 10» Джона Донна.
Бридж из песни «Bodom after Midnight» позаимствован из музыки к фильму «Скала», написанной Хансом Циммером.

## Список композиций
Слова и музыка всех песен — Алекси Лайхо.
| №  | Название                | Длительность |
| -- | ----------------------- | ------------ |
| 1. | «Follow the Reaper»     | 3:47         |
| 2. | «Bodom After Midnight»  | 3:43         |
| 3. | «Children of Decadence» | 5:34         |
| 4. | «Everytime I Die»       | 4:02         |
| 5. | «Mask of Sanity»        | 3:58         |
| 6. | «Taste of My Scythe»    | 3:57         |
| 7. | «Hate Me!»              | 4:44         |
| 8. | «Northern Comfort»      | 3:47         |
| 9. | «Kissing the Shadows»   | 4:32         |

| №   | Название                                         | Автор(ы)                                     | Длительность |
| --- | ------------------------------------------------ | -------------------------------------------- | ------------ |
| 10. | «Don't Stop at the Top» (кавер-версия Scorpions) | Герман Раребелл, Клаус Майне, Рудольф Шенкер | 3:26         |

| №   | Название                                       | Автор(ы)                | Длительность |
| --- | ---------------------------------------------- | ----------------------- | ------------ |
| 10. | «Shot in the Dark» (кавер-версия Оззи Осборна) | Оззи Осборн, Фил Суссан | 3:39         |
| 11. | «Hellion» (кавер-версия W.A.S.P.)              | Блэки Лолесс            | 3:03         |

| №   | Название                               | Автор(ы)     | Длительность |
| --- | -------------------------------------- | ------------ | ------------ |
| 10. | «Hellion» (кавер-версия W.A.S.P.)      | Блэки Лолесс | 3:03         |
| 11. | «Aces High» (кавер-версия Iron Maiden) | Стив Харрис  | 4:28         |

Все аранжировки написаны Алекси Лайхо и Children of Bodom.

## Участники записи
- Алекси Лайхо — вокал, соло-гитара
- Александр Куоппала — ритм-гитара
- Янне Вирман — клавишные
- Хенкка Сеппяля — бас-гитара
- Яска Раатикайнен — ударные

## Позиции в чартах
| Уровни продаж и сертификации |              |                |                   |
| Страна                       | Сертификация | Уровень продаж | Дата сертификации |
| Финляндия                    | золотой      | 29 014         | 2005              |

| Чарт                                | Позиция |
| ----------------------------------- | ------- |
| Австрия (Ö3 Austria)                | 38      |
| Финляндия (Suomen virallinen lista) | 3       |
| Франция (SNEP)                      | 88      |
| Германия (Offizielle Top 100)       | 46      |